# Akademickie Mistrzostwa Polski
Akademickie Mistrzostwa Polski (AMP) – ogólnopolskie rozgrywki sportowe, organizowane regularnie przez Akademicki Związek Sportowy dla klubów uczelnianych oraz międzyuczelnianych i środowiskowych, mające na celu wyłonienie najlepszego z nich.

## Historia

### Chronologia nazw
- 1960/1961: Mistrzostwa Polski Szkół Wyższych (MPSzW)
- 2008: Akademickie Mistrzostwa Polski (AMP)

### Powstanie
Zapowiedź organizacji MPSzW pojawiła się w 1960 roku w odpowiedzi na brak zawodów sportowych wśród klubów uczelnianych AZS na poziomie krajowym. Istniały już bowiem zawody na poziomie miejskim i środowiskowym, jednak brak było oficjalnych mistrzostw, w których mogłyby zmierzyć się kluby z całej Polski. Na początek zawody miały obejmować kluby z uniwersytetów, politechnik, szkół rolniczych i akademii medycznych, zaś dyscyplinami mistrzostw miały być: siatkówka (mężczyzn i kobiet), koszykówka mężczyzn oraz lekkoatletyka.
Za cele mistrzostw obrano przegląd pracy sportowej, wychowawczej oraz organizacyjnej klubów uczelnianych AZS, poziomu sportowego ich członków oraz popularyzację sportu wśród studentów i doktorantów.

### 1961 – pierwsze mistrzostwa
Pierwsze mistrzostwa zorganizowano w 1961 roku. Przystąpiło do nich 8 uniwersytetów, 10 politechnik, 10 akademii medycznych i 4 szkoły pedagogiczne. Poza planowanymi trzema dyscyplinami zorganizowano także zawody w piłce ręcznej.

### Kolejne lata
Kolejne lata i edycje swoim zasięgiem obejmowały nowe jednostki. Zwiększała się także liczba dyscyplin, w których odbywała się rywalizacja. W piątej edycji MPSzW wzięło już udział ponad 70 uczelni z całego kraju.

### XXI wiek – reorganizacja rozgrywek
2006 rok przyniósł pierwszą ze zmian. Dwudziesta trzecia edycja MPSzW zakończyła 46-letni okres, gdy rywalizacja w pojedynczej edycji MPSzW trwała dwa lata. Od 2007 roku mistrzostwa rozgrywano w cyklu jednorocznym. Trzy lata później, w roku obchodów stulecia powstania AZS (2008/2009) mistrzostwa zmieniły także nazwę i stały się Akademickimi Mistrzostwami Polski.
Nowe realia przyniosły także wzrost liczby celów AMP. Mistrzostwa mają na celu promowanie uczelni oraz jej klubu uczelnianego, integrację młodzieży akademickiej, przeciwdziałanie patologiom społecznym czy działanie na rzecz wolontariatu.

## Formuła
AMP od 2007 roku mają formułę jednoroczną i obejmują 41 dyscyplin. Dla wszystkich dyscyplin prowadzona jest jedna łączna klasyfikacja drużynowa. Większość z rozgrywek dyscyplin drużynowych prowadzona jest w systemie dwufazowym – jedno lub dwuetapowe eliminacje i finał. Dyscypliny w sportach indywidualnych rozgrywa się w formie jednofazowej.

### Mistrzostwo
Akademickim Mistrzem Polski zostaje klub, który zdobędzie największą liczbę punktów w trzydziestu najlepszych startach.

### Mistrzostwo w typie uczelni
Poza klasyfikacją generalną prowadzi się także klasyfikacje Mistrzostw Polski Typów Uczelni. Obecnie są to klasyfikacje: Uczelni Społeczno-Przyrodniczych, Uczelni Medycznych, Uniwersytetów, Uniwersytetów Technicznych (dawniej klasyfikacja Politechnik), Wyższych Szkół Zawodowych, Wyższych Szkół Niepublicznych i Uczelni Wychowania Fizycznego.

### Udział w Akademickich Mistrzostwach Europy
Zwycięstwo w jednej z dyscyplin daje zwycięskiemu klubowi prawo startu w tej dyscyplinie w Akademickich Mistrzostwach Europy, jeżeli są one organizowane.

## Dyscypliny
- aerobik sportowy
- badminton
- biegi przełajowe (kobiet i mężczyzn)
- brydż
- ergometr wioślarski (kobiet i mężczyzn)
- futsal (kobiet i mężczyzn)
- jeździectwo
- judo (kobiet i mężczyzn)
- karate (kobiet i mężczyzn)
- kolarstwo górskie (kobiet i mężczyzn)
- koszykówka (kobiet i mężczyzn)
- lekkoatletyka (kobiet i mężczyzn)
- narciarstwo alpejskie (kobiet i mężczyzn)
- piłka nożna
- piłka ręczna (kobiet i mężczyzn)
- piłka siatkowa (kobiet i mężczyzn)
- pływanie (kobiet i mężczyzn)
- siatkówka plażowa (kobiet i mężczyzn)
- snowboard (kobiet i mężczyzn)
- szachy
- tenis (kobiet i mężczyzn)
- tenis stołowy (kobiet i mężczyzn)
- trójbój siłowy
- wioślarstwo
- wspinaczka sportowa (kobiet i mężczyzn)
- żeglarstwo

Dawniej rozgrywano także AMP w karate shotokan i street baskecie.

## Medaliści

### Klasyfikacja generalna
| Edycja i rok          | I miejsce                       | II miejsce                      | III miejsce                     | Liczba uczelni |
| --------------------- | ------------------------------- | ------------------------------- | ------------------------------- | -------------- |
| XVIII MPSzW 1994/1996 |                                 |                                 |                                 | 75             |
| XIX MPSzW 1996/1998   | AZS Uniwersytet Łódzki          | AZS Uniwersytet Warszawski      | AZS UAM Poznań                  | 102            |
| XX MPSzW 1998/2000    | AZS Uniwersytet Warszawski      | AZS Uniwersytet Łódzki          | AZS UAM Poznań                  | 138            |
| XXI MPSzW 2000/2002   | AZS UAM Poznań                  | AZS Uniwersytet Warszawski      | AZS UMCS Lublin                 | 150            |
| XXII MPSzW 2002/2004  | AZS Uniwersytet Warszawski      | AZS Akademia Bydgoska           | AZS Politechnika Śląska Gliwice | 160            |
| XXIII MPSzW 2004/2006 | AZS Politechnika Śląska Gliwice | AZS UAM Poznań                  | AZS Uniwersytet Warszawski      | 219            |
| XXIV MPSzW 2006-2007  | AZS Uniwersytet Warszawski      | AZS Politechnika Gdańska        | AZS Politechnika Warszawska     | 223            |
| XXV MPSzW 2007-2008   | AZS Politechnika Warszawska     | AZS Politechnika Śląska Gliwice | AZS Uniwersytet Warszawski      | 198            |
| XXVI AMP 2008-2009    | AZS Uniwersytet Warszawski      | AZS Politechnika Gdańska        | AZS UAM Poznań                  | 220            |
| XXVII AMP 2009-2010   | AZS Uniwersytet Warszawski      | AZS Politechnika Warszawska     | AZS Politechnika Śląska Gliwice | 174            |
| XXVIII AMP 2010-2011  | AZS Uniwersytet Warszawski      | AZS UAM Poznań                  | AZS Politechnika Warszawska     | 201            |
| XXIX AMP 2011-2012    | AZS Uniwersytet Warszawski      | AZS AGH Kraków                  | AZS UAM Poznań                  | 151            |
| XXX AMP 2012-2013     | AZS AGH Kraków                  | AZS Uniwersytet Warszawski      | AZS UAM Poznań                  | 179            |
| XXXI AMP 2013-2014    | AZS Uniwersytet Warszawski      | AZS AGH Kraków                  | AZS Politechnika Gdańska        | 170            |
| XXXII AMP 2014-2015   | AZS AGH Kraków                  | AZS Uniwersytet Warszawski      | AZS Politechnika Gdańska        | 156            |
| XXXIII AMP 2015-2016  | AZS AGH Kraków                  | AZS Uniwersytet Warszawski      | AZS Politechnika Gdańska        | 153            |
| XXXIV AMP 2016-2017   | AZS Uniwersytet Warszawski      | AZS AGH Kraków                  | AZS Politechnika Gdańska        | 154            |
| XXXV AMP 2017-2018    | AZS Uniwersytet Warszawski      | AZS AGH Kraków                  | AZS Politechnika Gdańska        | 152            |
| XXXVI AMP 2018-2019   | AZS Uniwersytet Warszawski      | AZS AGH Kraków                  | AZS Politechnika Gdańska        | 146            |
| XXXVII AMP 2019-2020  | AZS Politechnika Gdańska        | AZS Uniwersytet Warszawski      | AZS Politechnika Śląska Gliwice | 133            |
| XXXVIII AMP 2020-2021 | AZS Politechnika Gdańska        | AZS AGH Kraków                  | AZS Uniwersytet Warszawski      | 123            |
| XXXIX AMP 2021-2022   | AZS Politechnika Gdańska        | AZS Uniwersytet Warszawski      | AZS AGH Kraków                  | 130            |

### Klasyfikacja w typie uniwersytetów
| Edycja i rok          | I miejsce                  | II miejsce                   | III miejsce                  | Liczba uczelni |
| --------------------- | -------------------------- | ---------------------------- | ---------------------------- | -------------- |
| XIX MPSzW 1996/1998   | AZS Uniwersytet Łódzki     | AZS Uniwersytet Warszawski   | AZS UAM Poznań               | 12             |
| XX MPSzW 1998/2000    | AZS Uniwersytet Warszawski | AZS Uniwersytet Łódzki       | AZS UAM Poznań               | 14             |
| XXI MPSzW 2000/2002   | AZS Uniwersytet Warszawski | AZS UAM Poznań               | AZS UMCS Lublin              | 14             |
| XXII MPSzW 2002/2004  | AZS Uniwersytet Warszawski | AZS UAM Poznań               | AZS UMCS Lublin              | 16             |
| XXIII MPSzW 2004/2006 | AZS UAM Poznań             | AZS Uniwersytet Warszawski   | AZS Uniwersytet Łódzki       | 18             |
| XXIV MPSzW 2006-2007  | AZS Uniwersytet Warszawski | AZS UMCS Lublin              | AZS Uniwersytet Gdański      | 18             |
| XXV MPSzW 2007-2008   | AZS Uniwersytet Warszawski | AZS UAM Poznań               | AZS UMCS Lublin              | 18             |
| XXVI AMP 2008-2009    | AZS Uniwersytet Warszawski | AZS UAM Poznań               | AZS UMCS Lublin              | 18             |
| XXVII AMP 2009-2010   | AZS Uniwersytet Warszawski | AZS UAM Poznań               | AZS Uniwersytet Gdański      | 21             |
| XXVIII AMP 2010-2011  | AZS Uniwersytet Warszawski | AZS UAM Poznań               | AZS Uniwersytet Gdański      | 21             |
| XXIX AMP 2011-2012    | AZS Uniwersytet Warszawski |                              |                              | 21             |
| XXX AMP 2012-2013     | AZS Uniwersytet Warszawski | AZS UAM Poznań               | AZS UMCS Lublin              | 20             |
| XXXI AMP 2013-2014    | AZS Uniwersytet Warszawski | AZS UAM Poznań               | AZS UMCS Lublin              | 20             |
| XXXII AMP 2014-2015   | AZS Uniwersytet Warszawski | AZS UMCS Lublin              | AZS Uniwersytet Jagielloński | 18             |
| XXXIII AMP 2015-2016  | AZS Uniwersytet Warszawski | AZS UMCS Lublin              | AZS Uniwersytet Gdański      | 18             |
| XXXIV AMP 2016-2017   | AZS Uniwersytet Warszawski | AZS UMCS Lublin              | AZS Uniwersytet Gdański      | 20             |
| XXXV AMP 2017-2018    | AZS Uniwersytet Warszawski | AZS UMCS Lublin              | AZS Uniwersytet Jagielloński | 20             |
| XXXVI AMP 2018-2019   | AZS Uniwersytet Warszawski | AZS Uniwersytet Jagielloński | AZS Uniwersytet Śląski       | 20             |
| XXXVII AMP 2019-2020  | AZS Uniwersytet Warszawski | AZS UMCS Lublin              | AZS Uniwersytet Gdański      | 19             |
| XXXVIII AMP 2020-2021 | AZS Uniwersytet Warszawski | AZS Uniwersytet Gdański      | AZS UMCS Lublin              | 19             |
| XXXIX AMP 2021-2022   | AZS Uniwersytet Warszawski | AZS Uniwersytet Gdański      | AZS Uniwersytet Jagielloński |                |

### Klasyfikacja w typie uczelni technicznych
(do edycji XXVI AMP 2008-2009 – w typie politechnik)
| Edycja i rok          | I miejsce                       | II miejsce                      | III miejsce                     | Liczba uczelni |
| --------------------- | ------------------------------- | ------------------------------- | ------------------------------- | -------------- |
| XIX MPSzW 1996/1998   | AZS Politechnika Gdańska        | AZS Politechnika Warszawska     | AZS Politechnika Wrocławska     | 18             |
| XX MPSzW 1998/2000    | AZS Politechnika Gdańska        | AZS Politechnika Śląska Gliwice | AZS Politechnika Łódzka         | 18             |
| XXI MPSzW 2000/2002   | AZS Politechnika Warszawska     | AZS Politechnika Gdańska        | AZS Politechnika Śląska Gliwice | 18             |
| XXII MPSzW 2002/2004  | AZS Politechnika Śląska Gliwice | AZS Politechnika Warszawska     | AZS Politechnika Gdańska        | 17             |
| XXIII MPSzW 2004/2006 | AZS Politechnika Śląska Gliwice | AZS Politechnika Warszawska     | AZS Politechnika Gdańska        | 23             |
| XXIV MPSzW 2006-2007  | AZS Politechnika Gdańska        | AZS Politechnika Śląska Gliwice | AZS Politechnika Warszawska     | 24             |
| XXV MPSzW 2007-2008   | AZS Politechnika Warszawska     | AZS Politechnika Śląska Gliwice | AZS Politechnika Gdańska        |                |
| XXVI AMP 2008-2009    | AZS Politechnika Gdańska        | AZS AGH Kraków                  | AZS Politechnika Śląska Gliwice | 19             |
| XXVII AMP 2009-2010   | AZS Politechnika Warszawska     | AZS Politechnika Śląska Gliwice | AZS Politechnika Gdańska        | 21             |
| XXVIII AMP 2010-2011  | AZS Politechnika Warszawska     | AZS AGH Kraków                  | AZS Politechnika Śląska Gliwice | 21             |
| XXIX AMP 2011-2012    | AZS AGH Kraków                  |                                 |                                 |                |
| XXX AMP 2012-2013     | AZS AGH Kraków                  | AZS Politechnika Gdańska        | AZS Politechnika Śląska Gliwice | 21             |
| XXXI AMP 2013-2014    | AZS AGH Kraków                  | AZS Politechnika Gdańska        | AZS Politechnika Śląska Gliwice | 22             |
| XXXII AMP 2014-2015   | AZS AGH Kraków                  | AZS Politechnika Gdańska        | AZS Politechnika Śląska Gliwice | 21             |
| XXXIII AMP 2015-2016  | AZS AGH Kraków                  | AZS Politechnika Gdańska        | AZS Politechnika Poznańska      | 20             |
| XXXIV AMP 2016-2017   | AZS AGH Kraków                  | AZS Politechnika Gdańska        | AZS Politechnika Śląska Gliwice | 20             |
| XXXV AMP 2017-2018    | AZS AGH Kraków                  | AZS Politechnika Gdańska        | AZS Politechnika Wrocławska     | 18             |
| XXXVI AMP 2018-2019   | AZS AGH Kraków                  | AZS Politechnika Gdańska        | AZS Politechnika Wrocławska     | 17             |
| XXXVII AMP 2019-2020  | AZS Politechnika Gdańska        | AZS Politechnika Śląska Gliwice | AZS AGH Kraków                  | 16             |
| XXXVIII AMP 2020-2021 | AZS Politechnika Gdańska        | AZS AGH Kraków                  | AZS Politechnika Śląska Gliwice | 15             |
| XXXiX AMP 2021-2022   | AZS Politechnika Gdańska        | AZS AGH Kraków                  | AZS Politechnika Wrocławska     |                |